# Matthias Bertsch
Pour les articles homonymes, voir Bertsch.
Matthias Bertsch né le 15 novembre 1966 à Lichtenau est un musicologue autrichien, musicien et professeur à l'Académie de musique et d'arts du spectacle de Vienne. Actuellement il est le président de la Société autrichienne pour la santé des musiciens.

## Biographie
Fils de l'alsacienne Jeanne Wirth et le Badois Winfried Bertsch, grandi à Lichtenau (Allemagne) à côté de la frontière alsacienne. En 1988, il s'installe à Vienne, en Autriche pour ses études en musicologie à l'Université de Vienne. Après ses études, il a obtenu son doctorat en 1999 avec son travail sur la trompette dans les domaines de «Acoustique Musicale» et «Physiologie Musicale". En 2003, avec son habilitation en acoustique musicale il a été directeur adjoint de l'Institut d'Acoustique Musicale à l'Académie de musique et d'arts du spectacle de Vienne.
Depuis 2008, avec une formation psychophysiologie (biofeedback), il rejoint le groupe au service de la santé, du bien-être et de la performance de l’artiste. En 2009, il a été élu président de la Société autrichienne pour la musique et de la médecine (musique médecine, la musique physiologie, la psychologie de la musique).

## L'activité scientifique
Ses recherches contiennent plusieurs disciplines (psychologie, physiologie acoustique musicale), qui reflètent plusieurs de problèmes en posant un regard « scientifique » sur la interaction musicien et instrument. Il est l'auteur de livres, d'articles dans les médias imprimés et en ligne et contributions scientifiques dans des émissions on ligne et de télévision en Autriche et l’Allemagne. Bertsch est un membre du Comité international de liaison for Performing Arts Medicine, Performing Arts Medicine Association (PAMA); Société autrichienne pour la musique et de la médecine (ÖGfMM); International Trumpet Guild (ITG).

## L'activité artistique
Il a commencé à jouer de la trompette à l'âge de 7 ans. D’ailleurs il a poursuivi une formation des études privées avec Györky Ottlakan, Manfred Stoppacher et masterclasses avec Fred Mills et Thomas Gansch. En tant que trompettiste, il a joué au sein de l'Orchestre philharmonique, Big Bands et quintettes de cuivres. Dans le cadre de son service militaire dans la Bundeswehr Stabsmusikkorps, il a joué avec les réceptions d'État.

## Œuvres
- Bertsch, M. (Éditeur)"Journale du "Société autrichienne pour la musique et de la médecine". ÖGfMM Newsletter) ISSN 2218-2780, 2010 1. Vienne: OeGfMM.at, 2010.
- Bertsch, M. (2002) Can you identify the Vienna Philharmonic Orchestra compared with the Berlin or New York Philharmonics?. Acta Acoustica, . Sevilla: Hirzel Verlag, 2002.
- Bertsch, M. (2003) Wiener Klangstil - Mythos oder Realität? Ergebnisse der Hörstudie „Hören Sie Wienerisch?“ zur Erkennbarkeit des Wiener Klangstils in musikalischen Beispielen. (Habilitation Part 2). Académie de musique et d'arts du spectacle de Vienne. IWK Vol 6., 2003.
- Bertsch, M. (2003) Collected Papers in Musical Acoustics. Reprint of articles from Matthias Bertsch published between 1995 - 2003. (Habilitation Part 1). Académie de musique et d'arts du spectacle de Vienne. IWK Vol 6., 2003.
- Bertsch, M; Maca, T. (2001) Visualisation par thermographie infrarouge de la mise en train chez les cuivres. Jean-Pierre Mathez (Hrsg.). Brass Bulletin: Magazine international des cuivres, 114. Vuarmarens (CH): BRASS BULLETIN, 2001